# Збільшення грудей
Збільшення грудей — медична операція, вид маммопластики, що належить до відновлювальної та естетичної хірургії. Може виконуватися як з естетичних причин, так і за медичними показаннями (наприклад, груди неправильно сформовані або мають бути відновлені після видалення).

## Історія

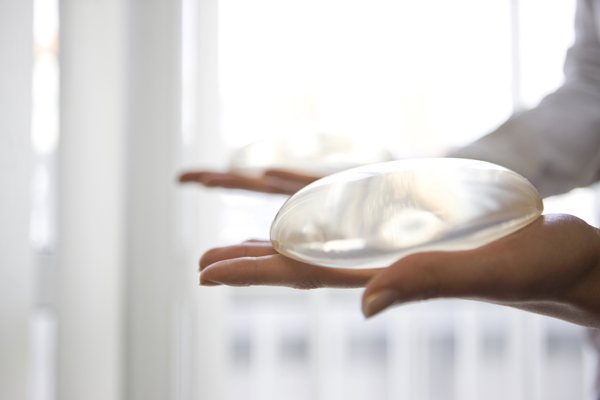
Грудний імплант

Збільшення грудей за допомогою ін'єкцій рідкого парафін було вперше виконано в 1889 році, а спроби імплантації різних речовин почалися з 1895 року. У перші десятиліття XX століття робилися спроби застосовувати для збільшення грудей слонову кістку, скляні кулі, каучук, воловий хрящ, жирову тканину, шерсть, ґутаперчу, поліетиленову стрічку, поліетиленові та полівінілові губки (в тому числі в поліетиленових сумках), поліефірну піну, пінопласт, поліуретан, поліестер і тефлонсиліконові протези. Подібні операції призводили до негативних наслідків — виникнення інфекцій, пухлин, деформацій грудей, жирового некрозу, хронічних запальних реакцій; імплантація жиру не викликала позитивного ефекту, оскільки він швидко реабсорбувався організмом.
У 1940-і роки японські повії намагалися збільшити груди, виробляючи ін'єкції парафіну, губок і немедичного силікону, оскільки вважали, що цим користуватимуться більшою популярністю в американських військовослужбовців, які в той період перебували в країні.
У 1945 та 1950 році були виконані хірургічні операції з повороту стінки грудної клітки для збільшення обсягу грудей. У 1950 — 1960-і роки ін'єкції різних синтетичних матеріалів, включаючи рідкий силікон та полівінілові губки, було виконано як мінімум для 50 тис. жінок. Розвиток гранулематозу та затвердіння грудей у деяких випадках було настільки серйозним, що доводилося вдаватися до мастектомії (видалення молочних залоз).
У 1961 році пластичними хірургами з Х'юстона Томасом Кроніним (.англ. Thomas Cronin) та Френком Джероу (англ. Frank Gerow) були розроблені перші силіконові імплантати. Вперше їх встановили у 1962 році Джин Ліндсі (англ. Jean Lindsey). У 1964 році французькою компанією «Arion» було розроблено інший тип імплантатів — заповнені сольовим розчином, основною перевагою яких стала імплантація через малий розріз. Оболонка таких імплантатів виготовляється із силіконового еластомеру, а заповнення водно-сольовим розчином відбувається вже після поміщення в молочну залозу.
На початку 1980-х років з'явилися повідомлення про те, що силіконові імплантати можуть викликати рак молочних залоз. У січні 1982 року Управління контролю якості продуктів та ліків (FDA) запропонувало класифікувати їх за третім класом небезпеки (коли виробник повинен довести безпеку та ефективність виробу перед випуском його у продаж) та у червні 1988 року здійснило таку класифікацію. Виробникам давався термін до липня 1991 року, щоб надати інформацію про безпеку та ефективність. Після вивчення матеріалів, наданих виробниками, FDA у вересні 1991 року заявило, що їхні дані не підтверджують ні безпеку, ні небезпеку виробів, та запросило додаткову інформацію. До лютого 1992 року після її вивчення, яке було спільно проведено FDA та Комісією з пристроїв для загальної та пластичної хірургії (англ. General and Plastic Surgery Devices Panel), було рекомендовано використовувати силіконові імплантати лише за медичними показниками (при реконструктивних операціях) і лише після особливого дозволу. До застосування у косметичних цілях залишилися дозволеними лише імплантати, що заповнюються сольовим розчином.
Починаючи з 1984 року проти компанії Dow Corning, найбільшого виробника імплантатів, було подано значну кількість позовів. До 1998 року компанія виплатила 170 тисячам постраждалих жінок понад 3,2 млрд $, що у результаті призвело до її банкрутства.
В 2006 силіконові імплантати знову дозволили до застосування на території США.

## Покоління імплантатів
Оболонка першого покоління імплантатів виготовлялася з товстого силікону, вони мали гладку поверхню, заповнювалися силіконовою рідиною та відрізнялися:

… частим «пропотіванням» рідкого силікону через оболонку. Рідина завжди хімічно нестійка, тому, пропотіваючи, з неї від'єднувалися вільні молекули кремнію. Кремній у білках капсули заміняв вуглець, чим викликалася імунна реакція та хронічне запалення, а воно призводило до зморщування рубцевої тканини, що сприяло розвитку капсульної контрактури. Але ці імплантати мали низький рівень розривів. Вироблялися з 60-х до середини 70-х років. Товста оболонка протезів першого покоління контурувала через тканини, а на дотик давала пергаментний хрускіт.

Оболонки другого покоління імплантатів виготовлялися з тоншого силікону, мали гладку поверхню і заповнювалися силіконовим гелем:

Зменшення товщини оболонки позначилося на підвищенні частоти розвитку капсульної контрактури. Рівень 'пропотівання' гелю через оболонку був вищим у порівнянні з таким у імплантатів 1-го покоління. Імплантати 2-го покоління найбільш схильні до розриву. Ці імплантати вироблялися з 70-х до кінця 80-х років.

Деякі моделі імплантатів другого покоління покривалися мікропінополіуретановою губкою для зменшення кількості випадків капсульної контрактури та запальних реакцій. Після імплантації відбувалося їх вростання у навколишні тканини та стійка фіксація. У цей же час з'явилися імплантати з двома камерами — внутрішньою, в якій знаходиться сольовий розчин, та зовнішньою, наповненою силіконовим гелем. Внутрішня камера використовується для усунення асиметрії молочних залоз безпосередньо в ході операції, для чого в неї закачується необхідна кількість розчину. Оболонки третього і четвертого покоління імплантатів, що з'явилися в середині 1980-х років, виготовлялися з тонкого силікону з вбудованим бар'єрним шаром.

Вони мають текстуровану поверхню та заповнюються в'язким силіконовим гелем. Структура оболонки є бар'єрною та зводить до мінімуму «пропотівання» гелю через оболонку, а текстурована поверхня знижує частоту розвитку капсульної контрактури. Частота розривів імплантатів дуже низька.

У цей час з'явилися круглі та конічні імплантати анатомічної форми з текстурованою поверхнею, яка зменшувала ймовірність їхнього обертання після імплантації; Звичайні круглі імплантати виготовлялися як з гладкою, і текстурованої поверхнею.
Аналіз безпеки імплантатів п'ятого покоління, що з'явилися в середині 1990-х років, поки що знаходиться на попередній стадії в США, проте в інших країнах вони вже знайшли широке застосування. Ці імплантати щільні, мають гарну пам'ять форми, їх гель має високий ступінь когезії і не пропотіває через оболонку. У порівнянні з попередніми поколіннями частота появи капсульної контрактури та розривів при їх використанні значно знижена.

### Типи наповнювачів імплантатів
- Силіконова рідина, що має консистенцію олії.
- Стандартний когезивний гель[5], що має консистенцію желе (добре імітує щільність натуральної залози, має трохи пропотівання, але слабку пам'ять форми).
- Висококогезивний гель, що має консистенцію мармеладу (ним наповнюються анатомічні імплантати; має низький ступінь деформації, відсутнє пропотівання через оболонку, проте має гарну пам'ять форми, тому груди можуть виглядати неприродно).
- «Soft touch»-гель, що має консистенцію холодця (середній ступінь пам'яті форми, відсутнє пропотівання через оболонку).
- Водно-сольовий, або фізіологічний розчин (0,9%-ва кухонна сіль; заповнені ним імплантати мають не дуже високу надійність, оскільки через 8-10 місяців після початку використання сіль з розчину починає кристалізуватися, і її кристали можуть проколоти оболонку).
- Соєва олія (імплантати з таким гелем були розроблені у 1995 році).[джерело?]

## Види операцій

### Збільшувальна маммопластика (ендопротезування молочних залоз)
Даний вид операції проводиться з метою збільшити обсяг грудей, скоригувати форму і позбавитися вираженого птозу. Операційний розріз може локалізуватися або під грудьми у складці, або навколо соска, або в пахвах.
Варіанти вибору шару для встановлення імплантату:
- під залозистою тканиною;
- під фасцією великого грудного м'яза;
- у двох площинах: верхній край під великим грудним м'язом, нижня частина (велика) під залозистою тканиною;
- повністю під м'язом (повна м'язова кишеня).

Показники, від яких насамперед залежить цей вибір:
- розташування молочних залоз на грудній стінці. Воно може бути вроджене високим, середнім та низьким;
- наявності або відсутності набутого мастоптозу (опущення молочних залоз), його ступінь. Існує шкала Regnault[джерело?], за якою заведено розрізняти 3 ступені птозу;
- характеристик шкіри та підшкірної клітковини: товщина, еластичність, наявність або відсутність розтяжок;
- виразності (товщина, площа, еластичність, анатомічні особливості) великих грудних м'язів. Не слід забувати, що в деяких людей вони частково або повністю можуть бути відсутніми;
- наявності деформації грудини та ребер.

Сосок та ареола зазвичай збільшуються пропорційно до нового розміру грудей. Найчастіше операція закінчується косметичним ушиванням розрізу без дренування.

### Редукційна мамопластика
Основна мета операції — сформувати хорошу форму грудей за мінімальної кількості розрізів і швів, із зменшеним об'ємом. У процесі проведення оперативного втручання формуються нова форма та розмір грудей.

### Мастопексія з одномоментним ендопротезуванням
Підтяжка грудей (мастопексія) з одночасним збільшенням. Зміст операції полягає у заповненні недостатнього обсягу імплантатом, який розташовується пахво[де?], висічення частини шкіри молочної залози, перенесення сосково-ареолярного комплексу на нову позицію, формування підтримувальної конструкції з тканини молочної залози.

## Техніка

### Імплантати
Збільшення грудей за допомогою імплантатів проводиться під загальною анестезією. Після того, як буде виконаний розріз, тканина грудей піднімається та вводиться імплантат у спеціальній імплантаційній сумці. Імплантат можна розмістити під грудним м'язом або між грудним м'язом та залозистою частиною грудей. З естетичних міркувань надріз роблять у складці під молочною залозою, навколо соска або в пахвовій западині.
У більшості випадків імплантати грудей складаються з м'якого силікону. Раніше для цього застосовувався поліуретан. Зовнішня оболонка імплантату може бути гладкою або рельєфною. Остання запобігає зростанню сполучної тканини навколо протеза. До складу імплантату входить фізіологічний розчин або силіконовий гель. Згодом оболонка імплантату може луснути, що може призвести до витікання гелю. Об'єм гелю "рідкого" імплантату становить від 60 до 400 мл, і зазвичай важить 250 грам.[джерело?]

### Введення жирових клітин
У 2004 році запропоновано новий метод для збільшення грудей: в організм вводяться його жирові клітини, отримані зі стовбурових. Метод (англ. cell-assisted lipotransfer) розроблений японським ученим-дослідником Котаро Йосімура з Медичної школи Токійського університету. Він допомагає зменшити омертвіння імплантованих клітин, яке викликало пересадку власного жиру. Популярність методу принесла клініка «Cellport Clinic Yokohama» в Йокогамі, яка першою у всьому світі запропонувала правильне його використання. У липні 2007 року цей метод був застосований клінікою доктора Гайнріха у Відні (Австрія).

## Медичні ризики
Імплантати викликають утворення фіброзних капсул, що може спричинити розвиток капсулярної контрактури. Фіброзна капсула може викликати болісне затвердіння грудей — фіброміалгію. Особливу небезпеку викликають великі імплантати та тонка зовнішня шкіра, що покриває їх. Крім того, може встановитися асиметрія грудей, як наслідок погано зробленої операції. Для виправлення помилок потрібна ще одна операція. Дану проблему не провокує збільшення грудей за допомогою аутотрансплантата, тому що при цьому процесі буде використано власну тканину організму.
Порушення чутливості в ділянці ареоли, запалення ран, інфікування імпланта, набряки та зміщення імплантатів відносяться до найпоширеніших небезпек при проведенні цієї операції.